# Катіоніти
Катіоні́ти (рос. катионит, англ. cationite) — іоніти з обмеженим набряканням, що є твердими високомолекулярними кислотами, в яких негативний заряд молекулярного каркаса (матриці) компенсується рухомими катіонами, що здатні обмінюватись на катіони з розчину. Важливими йоногенними групами в них є -SO2OH, -PO(OH)2, -COOH, -SH.